# Rudra humilis
Rudra humilis is een spinnensoort in de familie van de springspinnen (Salticidae).
De wetenschappelijke naam van de soort werd voor het eerst geldig gepubliceerd in 1945 door Cândido Firmino de Mello-Leitão.